# Inverse kinematica
Onder inverse kinematica of inverse kinematiek wordt het proces verstaan waarmee uit een gewenste toestand of actie, met name van robots, de toestanden of tijdfuncties voor de sturing van de actuatoren worden berekend. Inverse kinematica is een vorm van bewegingsplanning. Inverse kinematica wordt onder andere gebruikt voor robots en in computerspellen om personages te animeren.

## Toepassing
Wanneer men een robothand, een manipulator, een rechtlijnig traject door de ruimte wil laten beschrijven moet met verschillende zaken rekening worden gehouden bij het bepalen van alle tussenliggende actuatorposities. Een actuator is het onderdeel dat de handelingen uitvoert van een instrument dat waarnemingen doet en daarop reageert. Dat kan dus een manipulator zijn. Het is het bijvoorbeeld vaak zo dat een manipulatorpositie op verschillende manieren tot stand kan komen: er zijn meer actuatorposities die voor eenzelfde manipulatorpositie zorgen. Bij een beweging neemt het aantal oplossingen alleen toe. 
Andere factoren zijn bijvoorbeeld dat ervoor moet worden gezorgd dat de robot zichzelf niet beschadigt. Het kan bijvoorbeeld gebeuren dat wanneer een industriële robot zichzelf raakt aanzienlijke schade ontstaat. De kans dat een robot zichzelf raakt moet daarom worden geminimaliseerd. Men houdt in sommige gevallen rekening met bijvoorbeeld de massa van de gedragen objecten en de massa van de robotonderdelen zelf. Het is bijvoorbeeld belangrijk te kunnen hoe een robot zich gedraagt, waarvan onderdelen daarvan een roterende beweging maken en waarvan onderdelen een grote versnelling ondergaan. Vaak wordt inverse kinematica niet formeel uitgevoerd, veel robots kunnen handelingen leren door de actuatorposities in te lezen terwijl de manipulator het gewenste traject wordt 'doorgedreven'.
Inverse kinematiek wordt zelfs bij het laten bewegen van figuren in computeranimaties, wat in sommige opzichten erg lijkt op het programmeren van robots, gebruikt. Blender is een opensourceprogramma voor het maken van 3D-computergraphics en computeranimaties, waarin inverse kinematiek toepassing vindt.